# Liste des députés européens de Pologne de la 8e législature
Cet article présente la liste des députés européens de Pologne de la 8e législature (2014-2019).
| Nom                                                                                            | Parti                      | Groupe                             | Circonscription     |
| ---------------------------------------------------------------------------------------------- | -------------------------- | ---------------------------------- | ------------------- |
| Michał Boni                                                                                    | PO                         | PPE                                | Varsovie-I          |
| Jerzy Buzek                                                                                    | PO                         | PPE                                | Katowice            |
| Ryszard Czarnecki                                                                              | PiS                        | CRE                                | Poznań              |
| Andrzej Duda (jusqu'au 25 mai 2015) Edward Czesak (à partir du 11 juin 2015)                   | PiS                        | CRE                                | Cracovie            |
| Anna Fotyga                                                                                    | PiS                        | CRE                                | Gdańsk              |
| Lidia Geringer de Oedenberg                                                                    | SLD ; Indépendante (2014-) | S&D                                | Wrocław             |
| Adam Gierek                                                                                    | UP                         | S&D                                | Katowice            |
| Beata Gosiewska                                                                                | PiS                        | CRE                                | Cracovie            |
| Marek Gróbarczyk (jusqu'au 16 novembre 2015) Czesław Hoc (à partir du 27 novembre 2015)        | PiS                        | CRE                                | Gorzów Wielkopolski |
| Andrzej Grzyb                                                                                  | PSL                        | PPE                                | Poznań              |
| Krzysztof Hetman                                                                               | PSL                        | PPE                                | Lublin              |
| Danuta Hübner                                                                                  | PO                         | PPE                                | Varsovie-I          |
| Robert Iwaszkiewicz                                                                            | KNP ; Liberté (2015-)      | NI                                 | Wrocław             |
| Dawid Jackiewicz (jusqu'au 16 novembre 2015) Sławomir Kłosowski (à partir du 27 novembre 2015) | PiS                        | CRE                                | Wrocław             |
| Danuta Jazłowiecka                                                                             | PO                         | PPE                                | Wrocław             |
| Marek Jurek                                                                                    | PiS ; PR (2015-)           | CRE                                | Varsovie-I          |
| Jarosław Kalinowski                                                                            | PSL                        | PPE                                | Varsovie-II         |
| Karol Karski                                                                                   | PiS                        | CRE                                | Olsztyn             |
| Janusz Korwin-Mikke (jusqu'au 1er mars 2018) Dobromir Sośnierz (à partir du 22 mars 2018)      | KNP ; Liberté (2015-)      | NI                                 | Katowice            |
| Agnieszka Kozłowska-Rajewicz                                                                   | PO                         | PPE                                | Poznań              |
| Zdzisław Krasnodębski                                                                          | Indépendant                | CRE                                | Varsovie-II         |
| Barbara Kudrycka                                                                               | PO                         | PPE                                | Olsztyn             |
| Zbigniew Kuźmiuk                                                                               | PiS                        | CRE                                | Varsovie-II         |
| Ryszard Legutko                                                                                | PiS                        | CRE                                | Cracovie            |
| Janusz Lewandowski                                                                             | PO                         | PPE                                | Gdańsk              |
| Bogusław Liberadzki                                                                            | SLD                        | S&D                                | Gorzów Wielkopolski |
| Elżbieta Łukacijewska                                                                          | PO                         | PPE                                | Rzeszów             |
| Krystyna Łybacka                                                                               | SLD                        | S&D                                | Poznań              |
| Michał Marusik                                                                                 | KNP                        | NI ; ENL (2015-)                   | Varsovie-I          |
| Jan Olbrycht                                                                                   | PO                         | PPE                                | Katowice            |
| Stanisław Ożóg                                                                                 | PiS                        | CRE                                | Rzeszów             |
| Bolesław Piecha                                                                                | PiS                        | CRE                                | Katowice            |
| Mirosław Piotrowski                                                                            | PiS ; Indépendant (2014-)  | CRE                                | Lublin              |
| Julia Pitera                                                                                   | PO                         | PPE                                | Varsovie-II         |
| Marek Plura                                                                                    | PO                         | PPE                                | Katowice            |
| Tomasz Poręba                                                                                  | PiS                        | ECR                                | Rzeszów             |
| Dariusz Rosati                                                                                 | PO                         | PPE                                | Gorzów Wielkopolski |
| Jacek Saryusz-Wolski                                                                           | PO ; Indépendant (2017-)   | PPE ; NI (2017-2019) ; CRE (2019-) | Łódź                |
| Czesław Siekierski                                                                             | PSL                        | PPE                                | Cracovie            |
| Adam Szejnfeld                                                                                 | PO                         | PPE                                | Poznań              |
| Róża Thun                                                                                      | PO                         | PPE                                | Cracovie            |
| Kazimierz Ujazdowski                                                                           | PiS ; Indépendant (2017-)  | CRE ; NI (2017-)                   | Wrocław             |
| Jarosław Wałęsa                                                                                | PO                         | PPE                                | Gdańsk              |
| Bogdan Wenta (jusqu'au 6 novembre 2018) Bogusław Sonik (à partir du 15 novembre 2018)          | PO                         | PPE                                | Cracovie            |
| Jadwiga Wiśniewska                                                                             | PiS                        | CRE                                | Katowice            |
| Janusz Wojciechowski (jusqu'au 7 mai 2016) Urszula Krupa (à partir du 24 juin 2016)            | PiS Indépendante           | CRE                                | Łódź                |
| Bogdan Zdrojewski                                                                              | PO                         | PPE                                | Wrocław             |
| Janusz Zemke                                                                                   | SLD                        | S&D                                | Bydgoszcz           |
| Kosma Złotowski                                                                                | PiS                        | CRE                                | Bydgoszcz           |
| Stanisław Żółtek                                                                               | KNP                        | NI ; ENL (2015-)                   | Cracovie            |
| Tadeusz Zwiefka                                                                                | PO                         | PPE                                | Bydgoszcz           |